# Intel Core Microarchitecture
Intel Core Microarchitecture – architektura procesorów przedsiębiorstwa Intel. Przed premierą architektura określana była jako Pentium 5 lub "Intel’s Next Generation". Wprowadzenie na rynek linii procesorów Intel Core oznaczało rezygnację Intela z marki Pentium, wyjątkiem okazał się Pentium Dual Core. Linia ta zastąpiła w pierwszym kwartale 2006 roku architektury NetBurst i Pentium M.
Architektura Core cechuje się niskim zużyciem energii, wielordzeniowością, technologią wirtualizacji (Virtualization Technology) oraz obsługą instrukcji 64-bitowych EM64T.
Pierwszymi procesorami stworzonymi na bazie architektury Core są:
- Yonah – jednostka przeznaczona do zastosowań mobilnych [później Merom]
- Conroe – procesor do rozwiązań biurkowych
- Woodcrest – układ do serwerów, najbardziej rozbudowany jeśli chodzi o liczbę rdzeni oraz zastosowane rozwiązania

7 marca 2006, na Intel Developer Forum producent mikroprocesorów oznajmił, że oficjalną nazwą nowej mikroarchitektury będzie Intel Core Microarchitecture.

## Technologia
Intel Core Microarchitecture jest zaprojektowana w całości od nowa. Liczba kroków w jednym potoku wynosi w przypadku tych układów 14, co oznacza znaczne zmniejszenie z liczby 31 kroków stosowanych w rdzeniach Prescott. Nowa architektura jest zaprojektowana tak, aby obydwa rdzenie korzystały z tej samej pamięci podręcznej drugiego (L2) poziomu i oddzielnych banków pamięci podręcznej pierwszego (L1) poziomu. Pozwala to na osiągnięcie korzystnego przelicznika pobieranej mocy na oferowane możliwości.
Jedną z nowych technologii zastosowanych przy projektowaniu układów serii Core jest Macro-Ops Fusion, która łączy dwie instrukcje typu x86 w jedną "mikroinstrukcję". Przykładem niech będzie operacja kopiowania poprzedzona zamianą: obydwie instrukcje zostaną złożone w jeden rozkaz. Inna z zastosowanych technologii umożliwia odczytanie każdej ze 128-bitowych instrukcji SSE w ciągu jednego cyklu zegara (wcześniej wymagało to dwóch cykli) W takim wypadku procesor dokona inicjalizacji wszystkich komponentów i postawi je w stan oczekiwania, który umożliwi natychmiastowe uruchomienie procesu z pełną wydajnością. Pozwala to jednostce wytwarzać mniej ciepła i tym samym zmniejsza jej zapotrzebowanie na energię. Szyna systemowa nowych układów pracuje z częstotliwością 1333 MHz w przypadku rdzenia Woodcrest stosowanego w procesorach dla serwerów i komputerów klasy desktop. Merom, mobilna wersja procesora Core, korzysta z szyny o szybkości 667 MHz, choć następna wersja rdzenia Merom będzie pracować z częstotliwością 800 MHz. Szybkość szyny FSB Conroe, procesora do zastosowań domowych, ustalona została na 1066 MHz, zaś wersji Extreme Edition na 1333 MHz. Istnieje również wersja niszowa, która działać będzie przy prędkości 800Mhz. Niestety, FSB jest najsłabszym punktem architektury Core, gdyż nie jest w stanie współpracować z pamięcią w trybie dwukanałowym (układy DDR2 SDRAM) i pamięcią FB-DIMM.
Intel twierdzi, że znacznie zmniejszył zużycie energii swoich nowych układów – średnie zużycie energii waha się pomiędzy 1 a 2 watami w wersjach pracujących z obniżonym napięciem, zaś wskaźniki Thermal Design Point (TDP) zostały przez Intela ustalone na poziomie 60 watów w przypadku Conroe i 80 watów dla Woodcrest. Te wyniki mają jednak szansę jeszcze się zmienić. Dla porównania, układ AMD Opteron 875HE pobiera tylko 55 watów mocy. Merom, wariant mobilny procesorów Core, według producenta pobiera 35 watów w wersji standardowej oraz 5 watów w wersji Ultra Low Voltage (ULV).
Wcześniej Intel informował, że skupi się na "efektywności osiągów" (stosując hasło "Największe osiągi uzyskane przy możliwe najmniejszym poborze mocy"), nie zaś wyłącznie na osiągach. Jednak w trakcie wspomnianego wyżej forum, obydwie cechy – wydajność i pobór mocy – otrzymały tyle samo uwagi. Producent przytoczył następujące dane:
- 20% lepsze osiągi Merom przy tym samym poborze energii (porównując do Core Duo)
- 40% lepsze osiągi Conroe przy 40% mniejszym poborze energii (porównując do Pentium D)
- 80% lepsze osiągi Woodcrest przy 35% mniejszym poborze energii (porównując do dwurdzeniowego układu Xeon)

## Planowane modele

### Komputery przenośne
- Yonah, poprzednik układu Merom, proces technologiczny 65/90nm, dwurdzeniowy, 1-4 MB Pamięci podręcznej L2.
- Merom, pierwszy układ ósmej generacji, proces technologiczny 65 nm, dwurdzeniowy, 2-4 MB pamięci podręcznej drugiego poziomu
- Penryn, dwurdzeniowy, proces technologiczny 45 nm, następca układu Merom, 3-6 MB pamięci podręcznej drugiego poziomu
- Perryville, jednordzeniowy, proces technologiczny 45 nm, procesor do zastosowań biurkowych i przenośnych, pamięć podręczna drugiego poziomu 2 MB

### Komputery biurkowe
- Conroe, pierwszy biurkowy układ ósmej generacji, proces technologiczny 65 nm, dwurdzeniowy, 4 MB pamięci podręcznej drugiego poziomu [E6320, E6420, E6600, E6700]
- Allendale, dwurdzeniowa słabsza wersja układu Conroe z 2 MB pamięci podręcznej drugiego poziomu [procesory E4300, E4400, E6300, E6400]
- Kentsfield, czterordzeniowy, składający się z dwóch układów Conroe, z 2 × 4 MB pamięci podręcznej drugiego poziomu (razem 8 MB)
- Millville, jednordzeniowa, słabsza wersja układu Allendale z 1 MB pamięci podręcznej drugiego poziomu
- Ridgefield, dwurdzeniowy, proces technologiczny 45 nm, przewidziany jako następca Conroe, 6 MB pamięci podręcznej drugiego poziomu
- Wolfdale, dwurdzeniowy, proces technologiczny 45 nm, przewidziany jako następca Allendale, 6 MB pamięci podręcznej drugiego poziomu
- Perryville, jednordzeniowy, proces technologiczny 45 nm, układ do zastosowań przenośnych i biurkowych, 2 MB pamięci podręcznej drugiego poziomu
- Yorkfield, czterordzeniowy, proces technologiczny 45 nm, przewidziany jako następca układu Kentsfield, 12 MB pamięci podręcznej drugiego poziomu

### Serwery i stacje robocze
- Woodcrest, pierwszy układ do serwerów i stacji roboczych ósmej generacji, proces technologiczny 65 nm, dwurdzeniowy, 4 MB pamięci podręcznej drugiego poziomu
- Clovertown, czterordzeniowy, składa się z dwóch układów Woodcrest, 2 × 4 MB pamięci podręcznej drugiego poziomu
- Clovertown-MP, Wersja układu Clovertown z rozszerzeniami MP
- Tigerton, czterordzeniowy, z rozszerzeniami MP, bazujący na układzie Tulsa, jest to układ czterordzeniowy złożony z dwóch procesorów Woodcrest
- Harpertown, najprawdopodobniej czterordzeniowy, proces technologiczny 45 nm, następca układu Woodcrest. Możliwe, że układ będzie ośmiordzeniowy, proces technologiczny 45 nm, 12 MB pamięci podręcznej drugiego poziomu
- Dunnington, od czterech do trzydziestu dwóch rdzeni, następca układu Tigerton